# Prezydenci Częstochowy
Prezydenci Częstochowy – lista przedstawia prezydentów, burmistrzów, komisarzy i osoby pełniące inne funkcje będące w danym czasie najwyższym stanowiskiem we władzach miejskich Częstochowy.
| Nazwisko                                                          | Okres rządów                          | Partia                       |
| Prezydenci w okresie zaborów                                      | Prezydenci w okresie zaborów          | Prezydenci w okresie zaborów |
| ----------------------------------------------------------------- | ------------------------------------- | ---------------------------- |
| Józef Gąsiorowski                                                 | 1826–18??                             |                              |
| ?                                                                 | ? – ?                                 |                              |
| Paczyński?                                                        | ? – ?                                 |                              |
| ?                                                                 | ? – ?                                 |                              |
| Dominik Malukiewicz                                               | 1847 – 1849                           |                              |
| Walerian Grochowski                                               | 1849 – 1861                           |                              |
| Stanisław Łącki                                                   | 1861 – 18??                           |                              |
| ?                                                                 |                                       |                              |
| Walerian Michał Makowiecki                                        | 18?? – 1878                           |                              |
| Piotr Wnorowski                                                   | 1 stycznia 1879 – 2 maja 1902         |                              |
| Jan Głazek                                                        | 13 czerwca 1902 – 1915                |                              |
| rotm. Knoblauch                                                   | 1915 – 1917                           |                              |
| Prezydenci w II RP                                                |                                       |                              |
| Józef Marczewski                                                  | kwiecień 1917 – 27 marca 1919         |                              |
| Aleksander Bantkie-Stężyński                                      | 27 marca 1919 – 15 września 1920      | Narodowy Komitet Wyborczy    |
| Józef Marczewski                                                  | 15 września 1920 – 13 maja 1927       | Narodowy Komitet Wyborczy    |
| Paweł Gettel                                                      | 13 maja 1927 – 16 października 1927   | BBWR                         |
| Romuald Jarmułowicz                                               | 19 listopada 1927 – 5 listopada 1930  | PPS                          |
| Aleksander Bratkowski                                             | 5 listopada 1930 – 30 czerwca 1931    | BBWR                         |
| Józef Mazur                                                       | 30 czerwca 1931 – 18 sierpnia 1933    | BBWR                         |
| Jan Mackiewicz                                                    | 18 sierpnia 1933 – 31 marca 1936      | BBWR                         |
| Karol Motal                                                       | 31 marca 1936 – 26 listopada 1936     | BBWR                         |
| Jan Szczodrowski                                                  | 26 listopada 1936 – 1939              | BBWR                         |
| Okres okupacji                                                    |                                       |                              |
| Paweł Belke                                                       | 3 września 1939 – 4 września 1939     |                              |
| Niklasch                                                          | 4 września 1939 – 17 listopada 1939   |                              |
| Stanisław Rybicki                                                 | 17 listopada 1939 – 1945              |                              |
| Prezydenci w okresie 1945–1950                                    |                                       |                              |
| Stanisław Langier                                                 | 20 stycznia 1945 – 30 marca 1945      |                              |
| Tadeusz Jan Wolański                                              | 30 marca 1945 – 18 czerwca 1947       | PPR                          |
| Stanisław Wieczorek                                               | 18 czerwca 1947 – 1949                | PPR                          |
| Marian Kucharzewski                                               | 1949 – 1950                           |                              |
| Przewodniczący prezydium Miejskiej Rady Narodowej                 |                                       |                              |
| Antoni Larys                                                      | czerwiec 1950 – 195?                  | PZPR                         |
| ?                                                                 |                                       |                              |
| Stanisław Maladyn                                                 | 1952−1956                             | PZPR                         |
| ?                                                                 |                                       |                              |
| Bolesław Baranowski                                               |                                       | PZPR                         |
| Stanisław Pilawka                                                 | ? – 1958                              | PZPR                         |
| Tadeusz Kowalski                                                  | luty 1958 – 1968                      | PZPR                         |
| Kazimierz Spałek                                                  | 7 maja 1968 – lipiec 1973             | PZPR                         |
| Prezydenci w okresie PRL (1973-1990)                              |                                       |                              |
| Ryszard Matysiakiewicz                                            | lipiec 1973 – 19 listopada 1980       | PZPR                         |
| Jacek Paciorkowski                                                | marzec 1981 – 1987                    |                              |
| Wiesław Brągoszewski                                              | 1987 – 1990                           |                              |
| Prezydenci w okresie III RP wybrani przez radę miasta (1990-2002) |                                       |                              |
| Tadeusz Wrona                                                     | 18 czerwca 1990 – 3 listopada 1995    | KO „Solidarność”             |
| Halina Rozpondek                                                  | 3 listopada 1995 – 7 grudnia 1998     |                              |
| Ewa Maria Janik                                                   | 7 grudnia 1998 – 7 lutego 2000        | SLD                          |
| Wiesław Maras                                                     | 7 lutego 2000 – 19 listopada 2002     | SLD                          |
| Prezydenci w okresie III RP wybrani w wyborach bezpośrednich      |                                       |                              |
| Tadeusz Wrona                                                     | 19 listopada 2002 – 18 listopada 2009 | Wspólnota Samorządowa        |
| Piotr Kurpios                                                     | 27 listopada 2009 – 10 grudnia 2010   | PO                           |
| Krzysztof Matyjaszczyk                                            | od 10 grudnia 2010                    | SLD                          |